# Phyllodiaptomus
Phyllodiaptomus là một chi động vật giáp xác trong họ Diaptomidae. 

## Các loài
Chi này gồm các loài:
- Phyllodiaptomus annae (Apstein, 1907)
- Phyllodiaptomus blanci (Guerne & Richard, 1896)
- Phyllodiaptomus christineae Dumont, Reddy & Sanoamuang, 1996
- Phyllodiaptomus irakiensis Khalaf, 2008
- Phyllodiaptomus javanus (Grochmalicki, 1915)
- Phyllodiaptomus longipes Kiefer, 1965
- Phyllodiaptomus praedictus Dumont & Reddy, 1994
- Phyllodiaptomus sasikumari Reddy & Venkateswarlu, 1989
- Phyllodiaptomus surinensis Orsri & Weera, 2001
- Phyllodiaptomus thailandicus Sanoamuang & Teeramaethee, 2006
- Phyllodiaptomus tunguidus Shen & Tai, 1964
- Phyllodiaptomus wellekensae Dumont & Reddy, 1993

P. wellekensae là loài đặc hữu của Ấn Độ which is listed as a vulnerable species on the Sách Đỏ IUCN.